# (27972) 1997 TA18
1997 تي أي 18 (ويعرف أيضًا باسم (27972) 1997 تي أي 18 وفق تسمية الكوكب الصغير) (بالإنجليزية: 1997 TA18)‏ هو كويكب ضمن حزام الكويكبات؛ وترتيبه 27972 من حيث الاكتشاف.
اكتُشف هذا الجُرم الفلكي بواسطة Atsushi Sugie ‏ في 8 أكتوبر 1997.

## وصلات خارجية
- (27972) 1997 TA18 في قاعدة بيانات مختبر الدفع النفاث لأجرام النظام الشمسي الصغيرة

- الاكتشاف · مخطط المدار ·  العناصر المدارية · المعلمات المادية

- (27972) 1997 TA18 على موقع ويكي سكاي: DSS2, SDSS, GALEX, IRAS, Hydrogen α, X-Ray, Astrophoto, Sky Map, Articles and images